# Aeroportul Lyudao
Aeroportul Lyudao (IATA: GNI, ICAO: RCGI) este un aeroport din 南寮村⁠(d), 綠島鄉⁠(d), 臺東縣⁠(d), 臺灣省⁠(d), Taiwan ce deservește zona Green Island⁠(d). Aeroportul a fost tranzitat în decembrie 2020 de 1.217 pasageri. A fost numit după zona deservită.
Situat la o altitudine de 9 m, aeroportul dispune de 1 pistă. Este operat de Civil Aeronautics Administration⁠(d).

## Infrastructură

### Piste
Aeroportul dispune de o singură pistă. Pista 17/35 are suprafața de Bitum și dimensiunile 917 m × 23 m. 